# 花嫁の父 (テレビドラマ)
花嫁の父（はなよめのちち）は、2012年1月8日の21：00-23：03にTBS系列で放送されたテレビドラマ。MBS開局60周年記念新春ドラマ特別企画。
2012年日本民間放送連盟賞テレビドラマ部門優秀賞を受賞。

## キャスト
- 星野里志 - 柳葉敏郎
- 星野美音 - 貫地谷しほり（幼少期：井上琳水）
- 星野絋一郎 - 橋爪功
- 星野百合子 - 高橋かおり
- 田中丸 - 向井理
- 田中三芳 - ベンガル
- 田中郁子 - 松金よね子
- 坂牧雪子 - 余貴美子
- 邑木弥恵 - 平栗あつみ
- 小杉一太 - 趙珉和

## スタッフ
- 作：井沢満
- 演出：竹園元
- 音楽：渡辺俊幸
- 主題歌：森山良子「日常」
- 手話指導：手話あいらんど
- イラスト協力：石原孝一郎
- ロケ協力：長岡ロケなび、長岡市山古志村、台東区フィルムコミッション　ほか
- 技術協力：フォーチュン、ブル
- 照明協力：Kカンパニー
- 美術協力：アックス
- ポスプロ：ザ・チューブ
- 企画協力：川原康彦
- プロデューサー：竹園元、深迫康之、布施等
- 制作協力：MMJ
- 製作著作：MBS

## 備考
当番組以降、2017年度までは毎年MBS制作新春ドラマスペシャルでは毎年21時台のスポンサーは「日曜劇場」（TBS）の花王、SUNTORY、TOSHIBA、日本生命の4社で担当しており、22時台はDaiwa Houseを筆頭とした複数社で担当していた。